# 林坤生
林坤生（1930年4月19日—1959年2月4日），中國共產黨員，福建龍溪人，1955年9月以投奔自由名義進入小金門，審訊表示為受派遣而來，受情報局吸收受訓，受何世華案牽連，進入情報局的林坤生、李載發遭啟出共產黨團費證等證物，被判處死刑，1959年2月4日槍決於安坑刑場。

## 生平
林坤生，1930年生，福建省龍溪縣人，城內中心小學、龍溪崇正中學畢業，1948年曾從入交通隊服務，1949年入石碼情報站擔任情報員，1955年9月11日劫持漁船一艘前往覆鼎嶼（今復興嶼），經金防部偵查，林坤生報告係因其父為地主，而其本身曾擔任情報工作，恐被以反革命罪處置而投奔自由，並提供共軍駐紮及當地政經情勢等資訊，由於同時期有鄭添壽、李載發兩人先後也投奔金門，9月17日經問訊後林坤生承認接受派遣潛入金門，其為解放軍九十一師南台船管大隊隊員，進入石碼情報站為中共所派遣解放鼓浪嶼之任務，由於表現優異受龍溪縣宣傳部部長牛玉明提拔加入共青團，1955年受派遣至金門進行敵後刺探及破壞等工作。

1955年11月4日，台灣省保安司令部發文對林坤生、鄭添壽、李載發三人為發掘中共在台是否仍有情報據點移請司法行政部調查局鄭介民局長派員進行調查，分析滲透分為共產黨與軍事派遣，側重在社會性顛覆活動與軍事情報蒐集，中共以林坤生家庭為地主身分當前正遭受到反革命鎮壓此外其父認識許多商界人物在台，可令其策動，調查局研擬實施反間之可行性，並將林坤生等吸收進入軍情局受訓。
1957年台南發生何世華案，何世華在偵訊時指林坤生、鄭添壽也與他一樣以類似方式投奔自由潛台進行偵蒐，何世華在大陸看過林坤生照片，林坤生、鄭添壽與何世華在金門時相遇暗號等情事，因此，分派到軍情局等單位之林坤生、李載發、鄭添壽，也一併被關押審訊。
林坤生、李載發等雖在金門時即已坦承是受指派而來，但因為何世華的案子又再次受到審訊，李載發陳情書中表示有受到刑求，林坤生等人雖然一再喊冤並多次提交陳情書，但仍於1958年9月29日判處死刑，1959年2月4日林坤生、李載發、鄭添壽槍決於新店安坑。

## 紀念
2013年10月，北京西山國家森林公園的無名英雄廣場上立有無名英雄紀念碑，為紀念來台灣在1950年代被處決的隱避戰線烈士而設立。林坤生的姓名銘刻於紀念碑上。